# Pallacanestro alla XXVIII Universiade - Torneo femminile
Il Torneo di pallacanestro femminile della XXVIII Universiade si è svolto a Gwangju, Corea del Sud, nel 2015. Al torneo hanno partecipato 16 squadre.

## Classifica
| -       | Paese         | Formazione |
| ------- | ------------- | --- |
| Oro     | Stati Uniti   | Canada · Jenkins · Williams · Davis · Hempen · DeShields · Powers · McCall · Wiese · Range · Russell · Jones · All.: Joe McKeown                               |
| Argento | Canada        | Whyte · Hill · Williams · Dally · Roser · Wilson · Hudyn · Dornstauder · Agunbiade · Bulgak · Fogg · Hamblin · All.: Fabian McKenzie                           |
| Bronzo  | Russia        | Namok · Stoljar · Finogentova · Kajtukova · Medvedeva · Šilova · Novikova · Davydova · Tichonenko · Sedleckaja · Gladkova · Polujanova · All.: Aleksandr Vasin |
| 4       | Giappone      | |
| 5       | Australia     | |
| 6       | Rep. Ceca     | |
| 7       | Taipei cinese | |
| 8       | Ungheria      | |
| 9       | Italia        | |
| 10      | Svezia        | |
| 11      | Cina          | |
| 12      | Messico       | |
| 13      | Brasile       | |
| 14      | Corea del Sud | |
| 15      | Mozambico     | |
| 16      | Uganda        | |